# Einmotordrehgestell
Ein Einmotordrehgestell, auch aus dem Französischen Monomoteur-Drehgestell, ist eine Bauform von Drehgestellen mit Gruppenantrieb, die bei Elektro- und Diesellokomotiven verwendet wird. Sie zeichnet sich durch einen großen Fahrmotor aus, der über ein Stirnradgetriebe die Radsätze des Drehgestells antreibt. Das Getriebe ist manchmal als Schaltgetriebe ausgeführt, das im Stehen umgeschaltet werden kann. Die Bauart war vor allem in Frankreich und Italien verbreitet, wurde aber ab den 1980er Jahren kaum mehr gebaut.

## Geschichte

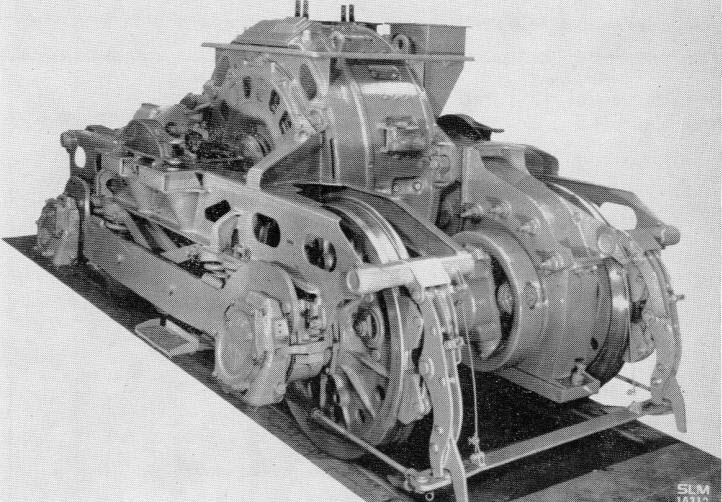
Von SLM gebautes Einmotordrehgestell für die SNCF BB 20103 und 20104

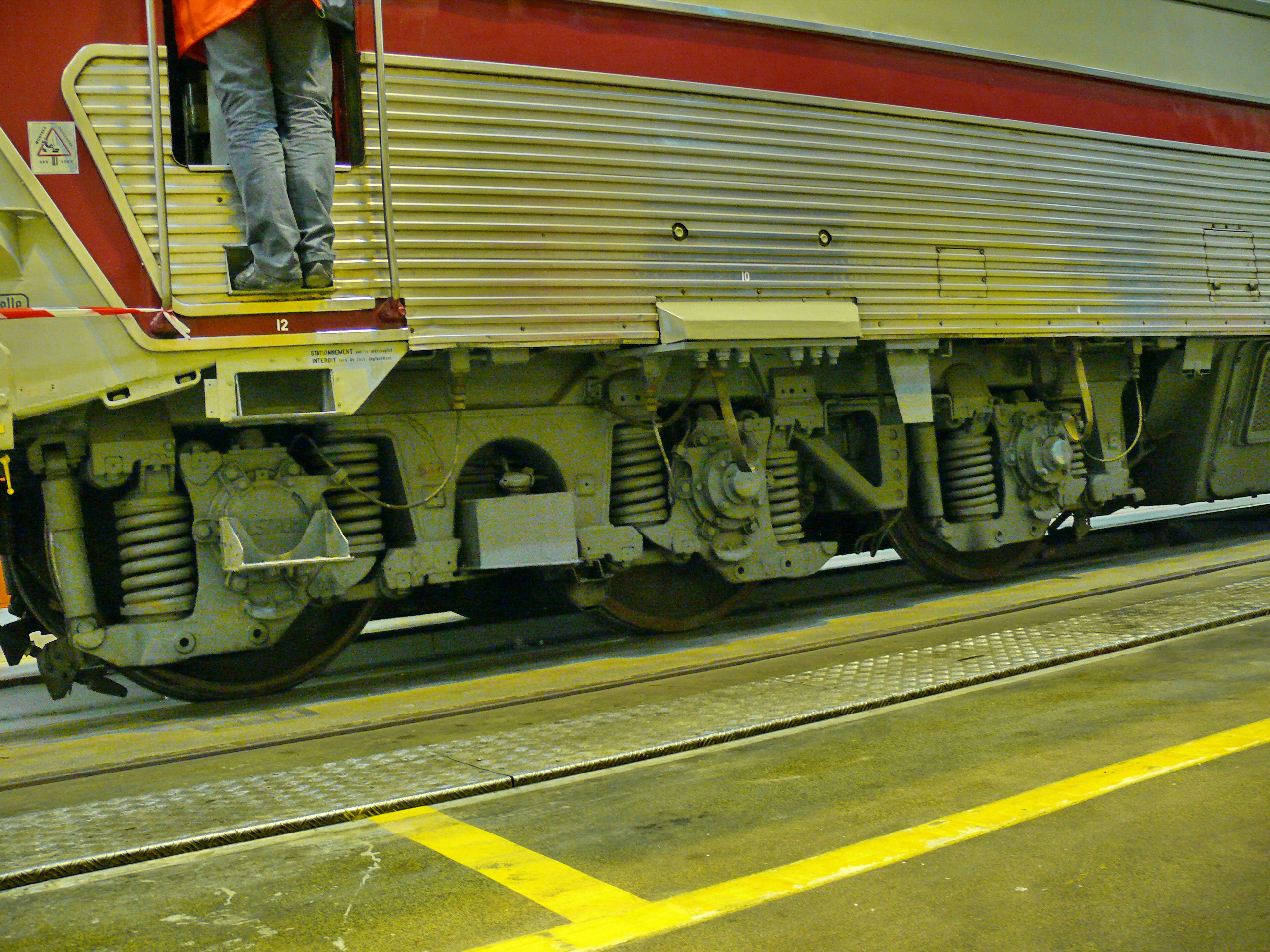
Dreiachsiges Einmotordrehgestell der Viersystemlokomotive SNCF CC 40100

Die Entwicklung des Einmotordrehgestells für Lokomotiven erfolgte primär bei der SNCF in Frankreich. Die Schnellfahrversuche mit der CC 7100 zeigten, dass die Schlingerbewegungen des Drehgestells hohe Kräfte auf das Gleis ausüben können, die zu dessen Zerstörung führen. Es war deshalb eine Konstruktion gesucht, deren Trägheitsmoment um die Drehachse möglichst klein war. Ein erster Schritt war, bei den dreiachsigen Drehgestellen der CC 6051 die Fahrmotoren der Endachsen gegen die Mitte anzuordnen und den Achsstand des Drehgestells zu verkürzen, indem der Motor der Mittelachse über dieser angeordnet wurde. Bei den Lokomotiven BB 9200, welche die ersten in Europa kommerziell mit 200 km/h verkehrenden Züge bespannten, wurden die Konstruktion des Drehgestells verfeinert, indem die beiden Motoren des Drehgestells ein gemeinsames Statorgehäuse erhielten, das zugleich auch strukturelles Teil des Drehgestells wurde. Es war danach nur noch ein kleiner Schritt, statt der beiden Anker im selben Statorgehäuse einen einzigen großen Fahrmotor zu verwenden, der die Achsen des Drehgestells über Stirnräder antreibt.
Die ersten Lokomotiven mit Einmotordrehgestellen war die von der Schweizer Industrie gebauten BB 20103 und 20104. Ihre Drehgestelle stammten von SLM und wurden in Zusammenarbeit mit Fernand Nouvion, Ingenieur bei SNCF, entwickelt. Sie waren eine H-Rahmen-Konstruktion, wobei das Motorgehäuse als Querträger diente. Die erste große Serie von Lokomotiven mit Einmotordrehgestellen waren die BB 9400, von der 135 Stück gebaut wurden.
Bei den von Alstom gebauten BB 16500 wurden erstmals Einmotordrehgestelle mit im Stillstand schaltbaren Getrieben eingeführt, wodurch die Lokomotiven zu Universallokomotiven wurden, die sowohl für Güterzüge als auch für Schnellzüge eingesetzt werden konnten. Die Umschaltung war relativ einfach zu realisieren, da das Stirnradgetriebe zur Verteilung des Drehmoments auf die Triebachsen bereits vorhanden war. Die Übersetzung konnte nur im Stillstand geändert werden, indem eine Wippe mit den beiden Zwischenzahnrädern mit einem Handhebel in die richtige Stellung gebracht wurde. Die Zwischenzahnräder standen in ständigem Eingriff mit dem Motorritzel, eines für die langsame Übersetzung für Güterzüge, das andere für die schnelle Übersetzung für Personenzüge. Durch Verschieben der Wippe konnte das eine oder das andere Zahnrad mit dem Zahnrad in Eingriff gebracht werden, das die Antriebskraft auf die Radsätze verteilte. Diese Getriebe wurden bei den 751 Lokomotiven der BB-Alsthom-Familie verwendet. Allerdings waren die Getriebe kompliziert und schwer. Das Getriebe der CC 6500 hatte 14 Zahnräder, die eine regelmäßige und aufwändige Wartung erforderten, weshalb das Konzept der schaltbaren Getriebe bei Neuentwicklungen nach den 1960er Jahren nicht mehr weiter verfolgt wurde. In Frankreich gipfelte die Entwicklung des Einmotordrehgestells in den Drehgestellen für die Familie der Nez-Cassés-Lokomotiven der BB 7200, BB 15000 und BB 22200.